# Pantalla de arranque

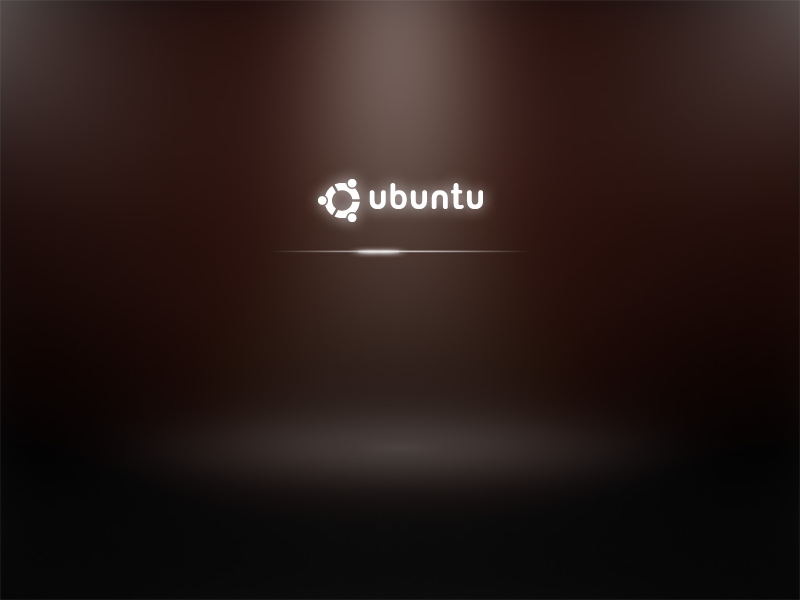
Pantalla de arranque de Ubuntu Karmic Koala v9.10

Una pantalla de arranque, también conocida por los anglicismos bootsplash y bootscreen, es una representación gráfica del proceso de arranque de un sistema operativo .
Una pantalla de arranque puede ser una simple visualización de los mensajes de arranque que se desplazan en la consola, pero también puede presentar diseños gráficos o algunas combinaciones de ambos.
A diferencia de las pantallas de bienvenida o splash screens, las pantallas de arranque no están diseñadas necesariamente para fines de marketing, pero también pueden mejorar la experiencia del usuario como un atractivo visual, o dar al usuario mensajes (con una ventaja adicional de la función de codificación de colores) para diagnosticar el estado del sistema.

## Microsoft Windows
Todas las versiones de Microsoft Windows cuentan con una pantalla de arranque, que se carga durante el proceso del inicio del sistema. Con utilidades adicionales de terceros, es posible cambiar la pantalla de arranque predeterminada de Windows con imágenes personalizadas, texto y/o animaciones.

### Windows Vista

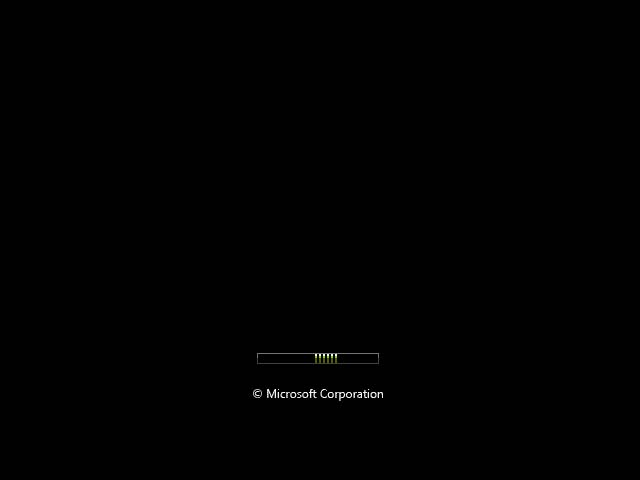
Pantalla de arranque de Windows Vista.

En Windows Vista, la pantalla de inicio predeterminada está representada por una barra de progreso indeterminada de color verde. Dicha pantalla de inicio se puede cambiar para que muestre una imagen estática de una aurora con el texto «Iniciando Windows Vista» al habilitar la opción «Sin arranque de GUI» dentro de la ventana de Configuración del sistema de Windows (msconfig.exe). Microsoft actualizaría la imagen de la aurora durante todo el ciclo de vida del sistema operativo, comenzando con el primer service pack, donde se modificó para que coincidiera con la imagen que se muestra en la pantalla de hibernación del sistema operativo.

### Windows 7

Pantalla de arranque de Windows 7.

En Windows 7, el cambio de la pantalla de arranque, aunque es posible a través de utilidades de terceros, puede ser extremadamente riesgoso y puede hacer que el sistema no pueda arrancar. Además, se quitó la pantalla de inicio oculta llamada «Aurora».

### Windows 8, 8.1 y 10

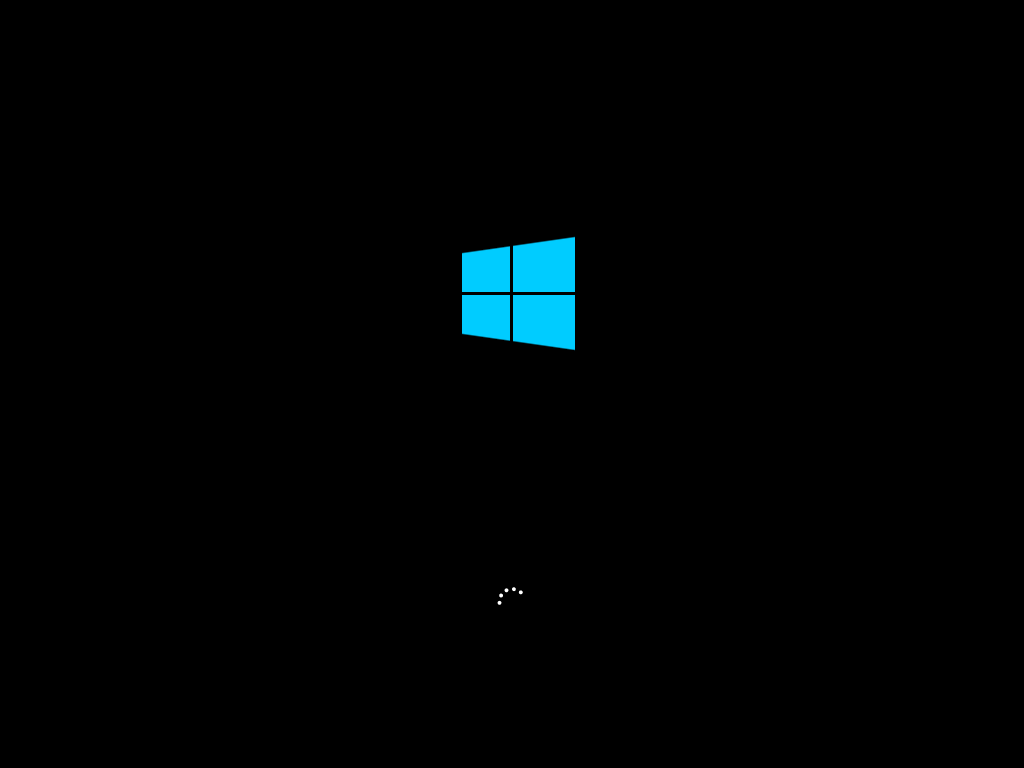
Arranque de Windows 8, Windows 8.1 y Windows 10

Si el sistema es de arranque UEFI (no arranque heredado) y se encuentra presente la tabla ACPI BGRT, Windows 8 y versiones posteriores mostrarán el logo de OEM durante el arranque.

## Distribuciones de Linux

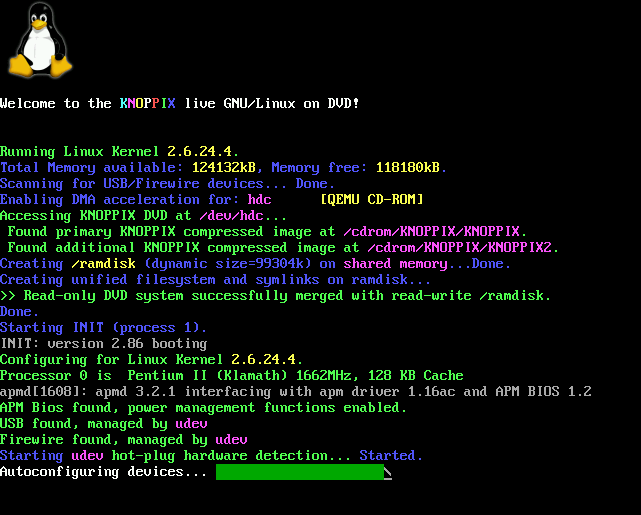
Bootsplash: gráficos combinados con mensajes de arranque desplazables en Knoppix.

- Bootsplash: la primera y original implementación de una pantalla de arranque del kernel de Linux, reemplazado por Splashy[3]
- fbsplash - Implementación de Gentoo como programa de arranque[4]
- Plymouth: utiliza Direct Rendering Manager (DRM) y el controlador KMS
- Splashy: un proceso de arranque gráfico diseñado para reemplazar el antiguo programa Bootsplash.
- usplash: antiguo programa de arranque utilizado por Ubuntu
- XSplash: Un nuevo programa de bienvenida utilizado por Ubuntu a partir de la versión 9.10
- bootanimation: una presentación simple para el sistema operativo Android que solamente muestra algunas imágenes descomprimidas.

## Leer más
- Tyler, Chris (30 de mayo de 2007). «Wednesday Why: rhgb - Graphical Boot Screen». Fedora Daily Package. Archivado desde el original el 10 de julio de 2011. Consultado el 30 de mayo de 2011. - RHGB: The bootsplash program used by Red Hat distributions
- Splashy
- «USplash». Ubuntu Documentation. Ubuntu Foundation. 27 de noviembre de 2009. Archivado desde el original el 23 de mayo de 2011. Consultado el 30 de mayo de 2011.
- «Better Startup Experience (Graphical Boot Sequence)». Fedora Project Wiki. Red Hat, Inc. 16 de junio de 2009. Consultado el 30 de mayo de 2011.
- «Change XP Boot Screen». Jake Ludington's Digital Lifestyle. Ludington Media West, LLC. Archivado desde el original el 13 de junio de 2011. Consultado el 30 de mayo de 2011.
- «How to Enable the Hidden Aurora Boot Screen in Vista». vistax64.com. Designer Media Ltd. 1 de mayo de 2007. Consultado el 30 de mayo de 2011.
- James, Scott (2 de septiembre de 2009). «Making a splash». Scott James Remnant. Archivado desde el original el 8 de octubre de 2009. Consultado el 30 de mayo de 2011.

- Datos: Q375465
- Multimedia: Boot screens / Q375465